# Artur Kohutek

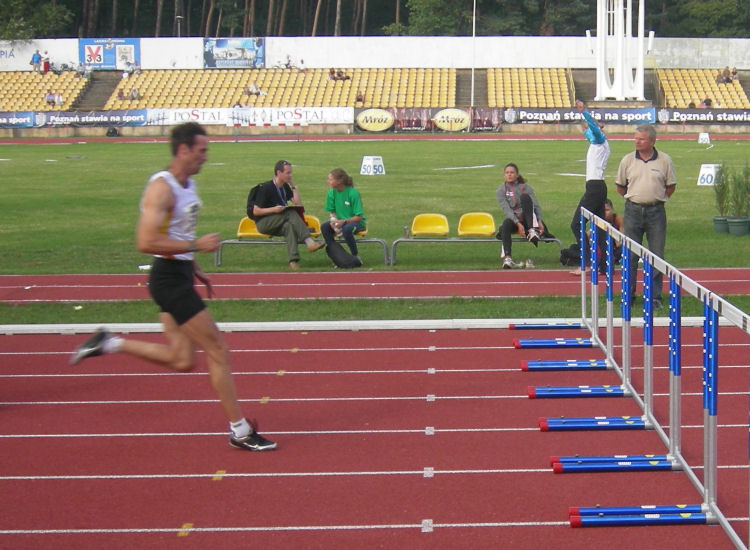
Artur Kohutek bei der polnischen Meisterschaft 2007

Artur Kohutek (* 1. Mai 1971 in Osiek) ist ein polnischer Hürdenläufer, der sich auf die 110-Meter-Strecke spezialisiert hat.

## Sportliche Laufbahn
Bei den Weltmeisterschaften 1997 in Athen stellte er im Viertelfinale mit 13,27 s den aktuellen polnischen Rekord auf, konnte aber im Finale verletzungsbedingt nicht antreten.
Im Jahr darauf wurde er bei den Europameisterschaften in Budapest Fünfter.
2002 gewann er die Bronzemedaille bei der Europameisterschaften in München.
2001, 2002, 2003 und 2006 wurde er polnischer Meister über 110 Meter Hürden, 1995 und 1996 über 60 Meter Hürden in der Halle.